# NGC 7821
NGC 7821 је спирална галаксија у сазвежђу Кит која се налази на NGC листи објеката дубоког неба.
Деклинација објекта је - 16° 28' 35" а ректасцензија 0h 5m 16,5s. Привидна величина (магнитуда) објекта NGC 7821 износи 13,3 а фотографска магнитуда 14,0. NGC 7821 је још познат и под ознакама MCG -3-1-19, IRAS 00027-1645, PGC 367.